# Incident sous-marin au large de l'île Kildine
L’incident sous-marin au large de l'île Kildine fait référence à une collision entre le sous-marin nucléaire USS Baton Rouge de l’United States Navy et le sous-marin nucléaire K-276 Kostroma de la Marine russe près de la base navale russe de Severomorsk, le 11 février 1992. L'incident a eu lieu alors que le USS Baton Rouge était engagé dans une mission secrète, apparemment destinée à intercepter les communications militaires russes. Bien que la majorité des sources affirment que le sous-marin américain avait pris la fuite, il est estimé que ni le Kostroma, ni le Baton Rouge n'étaient en mesure de se localiser l'un et l'autre avant la collision.

## Contexte historique
Juste après l'effondrement de l'URSS à l'automne 1991, l'incertitude régnait parmi les services de renseignement américains sur l'attitude des forces de l'ex-URSS, en particulier des forces des missiles stratégiques restées sous commandement russe. Du point de vue de la marine américaine, l'opération avait pour but de garder un œil sur les principales bases de sous-marins nucléaires russes afin de savoir sous le contrôle de qui elles se trouvaient. Au cours de la guerre froide, ce type d'espionnage était connu sous le nom de code opération Holy Stone (Pierre sacrée). Les sous-mariniers surnommaient ces missions opération Pinnacle ou Bollard. L'auteur Jeffrey T. Richelson soutient que les opérations d'espionnage avaient continué malgré la chute de l'URSS et que l'incident de 1992 faisait partie de l'opération. Cette collecte de renseignements visait à mettre sur écoute des câbles de communication sous-marins soviétiques, enregistrer les mouvements des sous-marins soviétiques et observer les manœuvres de la flotte soviétique par crainte d'essais nucléaires balistiques.

## Déroulement de l'incident
La collision entre les deux sous-marins eut lieu à 20 h 16 heure locale le 11 février 1992 à un peu plus de 19,3 km des côtes russes de Mourmansk, dans les eaux considérées par les États-Unis comme internationales et par la Russie comme 8 km à l'intérieur de ses eaux territoriales.
La mission du USS Baton Rouge aurait été d'acquérir des données sur les dispositifs de surveillance anti sous-marins. La presse américaine de l'époque affirmait que le sous-marin contrôlait le trafic sans-fil entre les bases russes, tandis que leurs homologues russes affirmaient que les deux sous-marins s'étaient engagés dans une chasse mutuelle,, une opinion soutenue également par un certain nombre de sources occidentales,. Selon l'analyste naval Eugène Miasnikov, les dispositifs de surveillance anti sous-marine déployés par la Russie le long de ses côtes rendent la première possibilité invraisemblable. Il affirme également que la seconde possibilité est improbable et que la collision ne serait due qu'au hasard. Les vagues qui se brisent et les eaux peu profondes de cette région de la mer de Barents pourraient en effet, en créant trop de « bruit » autour d'eux, avoir empêché la détection précoce des deux sous-marins, qui au moment de l'incident utilisaient seulement leurs sonars passifs.
Miasnikov soutient que les sous-marins de la classe Los Angeles sont incapables de détecter des signaux acoustiques provenant de cibles situées à l'intérieur d'un cône de 60 degrés vers l'arrière. Le scénario le plus probable serait ainsi que le Kostroma se serait approché du Baton Rouge par derrière. Le sonar de classe Sierra est également « sourd » aux directions arrières, son schéma habituel de la recherche acoustique se déplaçant le long d'une course en boucle. L'incident, cependant, a laissé supposer que les sous-marins d'attaque russes sont capables d'éviter la détection acoustique passive, du moins sous certaines conditions, telles que par exemple selon l'environnement.

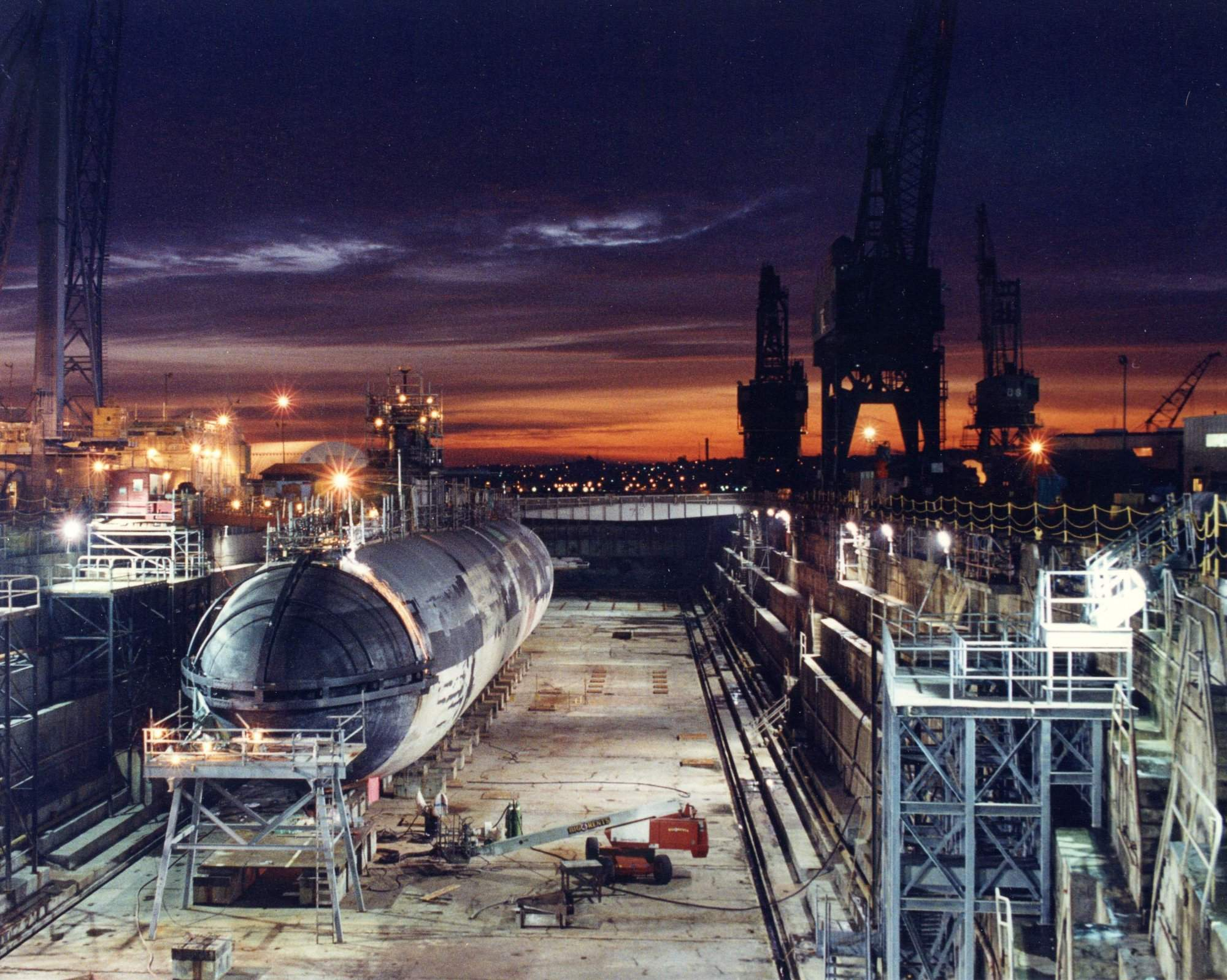
L'USS Baton Rouge démantelé au chantier naval de Mare Island (1995).

Les deux sous-marins ont subi des dommages, mais aucune victime ne fut signalée. Des rapports russes et américains de surveillance aérienne s'accordent en revanche pour dire que la partie avant du Kostroma a été endommagée. Les sources de la Marine russe déclarent avoir trouvé des morceaux de matériau composite des tuiles anti-sonar du Baton Rouge,. L’United States Navy affirme que, outre quelques égratignures, des bosses, et deux coupures mineures sur son réservoir, le Baton Rouge n'a pas subi de dommages importants, mais précise toutefois que ce type d'incident était dans tous les cas considéré comme grave, toute rupture de la coque de l'USS Baton Rouge compromettant sa résistance à la pression. Le sous-marin sera mis hors service le 17 septembre 1993, bien que certaines sources affirment qu'il avait déjà été mis hors service moins d'un an après l'incident, en janvier 1993. Selon Gregory Stitz, conservateur de l’Arkansas Inland maritime Museum et certaines sources européennes, l'United States Navy n'avait pas souhaité réparer la coque, étant donné le coût prévu. Les officiers de la Marine russe affirment que le sous-marin américain était irréparable après la collision. En ce qui concerne le Kostroma, il est retiré du service le 28 mars 1992 pour effectuer des réparations, terminées le 29 juin dans les chantiers navals de Nerpa à Snejnogorsk. Il est par la suite rebaptisé Krab, avant de reprendre son nom d'origine en novembre 1996. Après une refonte considérable à nouveau, le sous-marin russe retourne en service en 2005.

## Conséquences politiques
L'incident produit un embarras intense à Washington. La diplomatie russe s'est plainte de la collision, et le Pentagone a rapidement reconnu que cette dernière avait eu lieu (contrairement à la politique officielle menée jusque-là). Une réunion entre le secrétaire d'État James Baker et le président russe Boris Eltsine a été organisée immédiatement après l'incident. La Marine russe a accusé les États-Unis de continuer ses opérations de renseignement dans les eaux territoriales russes, malgré la fin de la guerre froide. Cet enchaînement de réactions force l'United States Navy à arrêter certaines de ses activités sous-marines au large des bases russes, telles que les mises sur écoute des câbles sous-marins ou l'interception des communications sans fil. Cette mesure, cependant, n'a pas empêché un incident plus tard en mars 1993, lorsque l'USS Grayling est entré en collision avec un sous-marin de classe Delta, le K-407 Novomoskovsk au large de la péninsule de Kola.